# Drapelul Barbadosului

Steagul Barbadosului -- Proporțiile steagului - 2:3

Drapelul național al Barbadosului a fost adoptat în mod oficial la 30 noiembrie 1966 prima Zi a Independenței a insulei, atunci când a fost ridicat pentru prima dată de către locotenent Hartley Dottin din Regimentul Barbados.

## Design
Se compune dintr-un trei benzi verticale, două benzi de ultramarin, despre care se spune că reprezintă oceanul din jurul țării și cerul, separate printr-o bandă aurie, care reprezintă nisipul. Un cap de trident negru, numit în mod obișnuit tridentul rupt, este centrat pe banda de aur. Simbolul tridentului a fost preluat de pe insigna colonială a Barbadosului, în care tridentul lui Poseidon este prezentat fiind ținut de Britannia. Partea inferioară ruptă simbolizează o ruptură simbolică de statutul său de colonie. Cele trei puncte ale tridentul reprezintă cele trei principii ale democrației: 1) guvern al poporului, 2) guvern pentru oameni și 3) guvernarea realizată de către popor.
Designul drapelului a fost creat de Grantley W. Prescod și a fost ales printr-un concurs deschis organizat de guvernul Barbadosului. S-au primit peste o mie de propuneri.
Codurile de culori din codul de culori din standardul britanic sunt: ultramarin - BCC 148, Aur - BS O/002.

## Steaguri istorice
| Steag | Perioadă  | Folosință                           | Descriere |
| ----- | --------- | ----------------------------------- | --- |
|       | 1958–62   | Steagul Federației Indiilor de Vest | Cunoscut ca „Steagul Soarelui și al Mărilor” -- Un fundal albastru cu patru unde albe orizontale (cele de sus sunt paralele între ele, cele de jos sunt paralele între ele) și un soare portocaliu în centru. |
|       | 1870–1966 | Steagul Coloniei Barbadosului       | Un steag britanic albastru cu emblema Barbadosului |